# Sjutton ögonblick om våren (TV-serie)
Sjutton ögonblick om våren (ryska: Семнадцать мгновений весны) är en svartvit sovjetisk spionserie från 1973.
Manuset bygger på en spionroman av Julian Semjonov. Handlingen är förlagd till Berlin i andra världskrigets slutskede (vintern och våren 1945). Alla skådespelare pratar bara ryska.
Den sovjetiske agenten Isajev (Vjatjeslav Tikhonov), alias standartenführer Max Otto von Stirlitz, är en högt uppsatt person på det nazistiska rikssäkerhetshögkvarteret. Hans uppdrag är att ta reda på om Tyskland för separata fredsförhandlingar med Storbritannien och USA, och sabotera planerna genom att intrigera. Men omgivningen fattar också misstankar mot Stirlitz och försöker gillra en fälla för honom.
Serien bjuder på mera dialog och psykologi än action. Både intrig och karaktärer är komplexa.
Efter att serien kom ut fick den kultstatus i Sovjetunionen. Man sammanställde en stor massa roliga historier om Stirlitz som fortfarande är väldigt populära i före detta Sovjetunionen. Många repliker ur filmen blev bevingade uttryck. 
2009 restaurerades serien då den ursprungligen svartvita serien färgsattes och avsnitten klipptes ner.

## Musik ur serien
- Någonstans långt borta
- Ögonblick